# ПФС (спортивный клуб)
ПФС «Севастополь» — украинский спортивный клуб из Севастополя, специализировавшийся на пляжном футболе и мини-футболе. Клуб существовал с 2007 по 2011 год.
Команда в летнее время года играла в чемпионате Украины по пляжному футболу, а в зимний период — в турнирах по мини-футболу, где наилучшим её результатом является выход в Высшую лигу Украины.

## История
В 2007 году после встреч с президентом ПФК «Севастополь» Александром Красильниковым предприниматель Сергей Гоголинский принял решение создать клуб по пляжному футболу. Новая команда получила имя по аналогии с футбольной командой и стала называться ПФС «Севастополь», что расшифровывалось как «Пляжный Футбол Севастополя». На позицию главного тренера был назначен Александр Андрейченко. Впервые в чемпионате Украины команда сыграла в Кременчуге, где проиграла во всех матчах.
Неудачи ПФС привели к тому, что в клуб осенью 2007 года пригласили Валерия Чалого со своим тренерским штабом, ранее работавшего с молодёжью в футбольном клубе «Севастополь». Кроме того было улучшено материальное положение футболистов и тренеров, которым кроме премиальных стали выплачивать заработную плату и зачислили официально в штат. У команды также появился микроавтобус для поездок на выездные матчи. Данные усилия отразились на игре команды, которая на Гран-при Запорожья стала второй, а также завоевала Кубок «Камея — Ильичевск». Капитан ПФС Александр Сугак и вратарь Владимир Руденко были удостоены наград лучших игроков Гран-при.

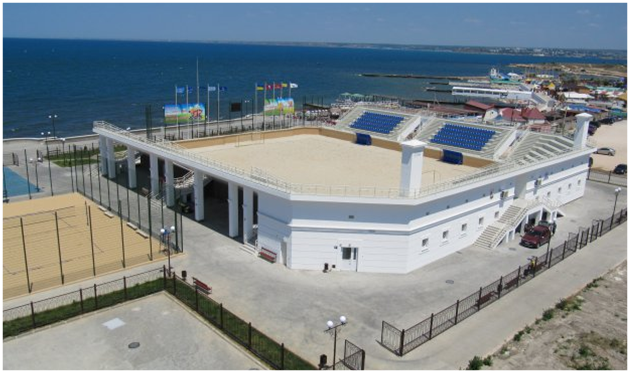
Стадион для пляжного футбола в Севастополе

Почётным президентом клуба тогда являлся Валерий Саратов, занимавший пост председатель Севастопольской городской государственной администрации. Благодаря его протекции в парке Победы был выстроен стационарный стадион пляжных видов, где начала играть команда. Кроме того у клуба появилась собственная детская спортивная школа, которой руководил Алексей Муханов.
Поскольку в пляжный футбол в Севастополе можно играть только в летний период, то для необходимого круглогодичного процесса тренировок Чалый предложил играть зимой в мини-футбол в спортивном зале «Металлист». Команда заявилась в Первую лиги Украины по мини-футболу. После этого аббревиатура ПФС стала расшифровываться как «Пляжно-Футзальный Союз». В сезоне 2007/08 команда заняла шестое место, а в следующем севастопольцы стали вторыми и получили право сыграть в Высшей лиге Украины. На высшем уровне команда отыграла два сезона, где боролась за места в конце турнирной таблицы.
После того, как команда начала играть в первенстве Украины по мини-футболу, у клуба возникли финансовые проблемы. Кризис удалось преодолеть благодаря договоренности Саратова с олигархов Ринатом Ахметовым, который через порт «Авлита» стал покрывать половину всех расходов клуба.
Летом 2011 года Саратов покинул свою должность и у клуба вновь возникли финансовые трудности, в результате чего Гоголинский принял решение снять команду с соревнований и расформировать клуб.

## Результаты
Результаты выступления команды ПФС «Севастополь»:

### Пляжный футбол
- 2007 — 8 место из 8 команд (чемпионат Украины)
- 2009 — 5 место из 16 команд (чемпионат Украины)

### Мини-футбол
- 2007/08 — 6 место (Первая лига Украины)
- 2008/09 — 2 место (Первая лига; выход в Высшую лигу).
- 2009/10 — 10 место (Высшая лига Украины)
- 2010/11 — 9 место (Высшая лига Украины) / 6 места (плей-офф)